# Pippin (Arnulfinger)
Pippin lat. Pippinus († 720/726) war vermutlich ein Mönch und ein Sohn von Drogo und der Anstrudis, sowie ein Ururenkel von Arnulf von Metz und ein Neffe von Grimoald des Jüngeren.
Sein Bruder Arnulf wurde mit ihm und seinem Bruder Gottfried von seinem Halbonkel Karl Martell inhaftiert. Vermutlich starb er dann während der Gefangenschaft. Ob er jedoch umgebracht wurde oder eines natürlichen Todes starb, ist nicht bekannt. Die Begräbnisstätte ist unbekannt.